# Трифко Грабеж
Трѝфун „Трѝфко“ Грàбеж (на сръбски: Трифко Грабеж; 28 юни 1895 – 21 август 1916) е босненски сърбин, революционер и пряк участник в покушението срещу австро-унгарския престолонаследник Франц Фердинанд, което се превръща във формален повод за започване на Първата световна война.

## Ранни години
Роден е на 28 юни 1896 г. в Пале, общински център в Босна и Херцеговина, населен предимно с етнически сърби. Учи първоначално в родния си град, но на 17 години е изгонен от училище и е наказан с 14 ден затвор, заради стачка срещу един от учителите.
Напуска Пале и се премества в Белград. Там продължава учението си, като междувременно се включва в тайната военна организация „Черната ръка“. През следващите 2 години прекарва почти цялото си свободно време в средата на сръбски националисти, които чертаят планове за присъединяване на Босна и Херцеговина, анексирана по това време от Австро-Унгария, към кралство Сърбия, а също за обединение на всички земи, населени с южни славяни или поне на всички сърби в една обща държава под скиптъра на сръбския крал.
По това време той е сериозно болен от туберкулоза, нелечима по онова време болест, и не вижда жизнени перспективи пред себе си. Единственото, което му остава, е да отдаде и последните си сили на каузата, към която е привлечен и която според него си заслужава всички жертви.

## Сараевски атентат
Научавайки за предстоящото посещение на австроунгарския престолонаследник Франц Фердинанд, за да наблюдава военни маневри край Сараево в края на юни, „Черната ръка“ организира покушение срещу високопоставената особа с намерение да разклати основите на Австро-Унгарската империя и да ускори освобождаването на Босна и Херцеговина. За тази цел използва своето босненско подразделение – младежката националистическа организация „Млада Босна“. Седмина са определени за преки участници в терористичния акт, а останалите вземат повече или по-малко дейно участие в подготовката. Данило Илич привлича като пряк участник и Трифко Грабеж. Той, заедно с другите атентатори, заема позиция сред тълпата по крайбрежната уличка „Апел“, по която ще мине кортежът с официалните гости. Автомобилите се движат на бавен ход и гюруците им са свалени, за да може местното население да види по-добре своите управници и да ги приветства. Идеална възможност за покушение. Но недобре обучените младежи не успяват от първия път. Едва третият в редицата атентатори, Неделко Чабринович, хвърля ръчна граната по колоната автомобили, обаче не улучва и бомбата избухва в колата, следваща колата на ерцхерцога. Има ранени и убити сред пътниците и посрещачите. Колите ускоряват ход, тълпата се втурва на всички посоки и останалите заговорници, сред които е и Трифко Грабеж, нямат възможност да действат.
Няколко часа по-късно ерцхерцогът действително бива убит след самостоятелна акция на Гаврило Принцип, който вижда колата с височайшите гости, отправили се към болницата да посетят ранените служители. Принцип въобще не се колебае – изскача напред, вади пистолета и гръмва няколко пъти, като застрелва ерцхерцога и съпругата му на място.

## Присъда
След атентата сараевската полиция арестува не само преките участници, но и повечето членове на „Млада Босна“. На провелия се през октомври месец същата година процес петима са осъдени на обесване, като двама впоследствие са помилвани от самия император Франц Йосиф. Останалите, поради неизпълнено пълнолетие (навършени 21 години) или поради по-малката роля в подготовката на атентата са осъдени на дълги години тъмничен затвор. Деветима са оправдани, а един, Мухамед Мехмедбашич, успява да избяга. Младежката организация е разформирована и обявена извън закона.
В този процес Трифко Грабеж, въпреки че е измежду основните участници в атентата, получава само 20 години строг тъмничен затвор поради навършените едва 19 години. Той обаче е тежко болен от туберкулоза, а суровите условия в затвора влошават още повече здравословното му състояние. Умира едва на 20 години на 21 август 1916 г. в затвора в крепостта Терезиенщат.
|  | Тази страница частично или изцяло представлява превод на страницата „Трифко Грабеж“ и страницата Trifko Grabež в Уикипедия на сръбски и английски език. Оригиналните текстове, както и този превод, са защитени от Лиценза „Криейтив Комънс – Признание – Споделяне на споделеното“, а за творби, създадени преди юни 2009 година – от Лиценза за свободна документация на ГНУ. Прегледайте историята на редакциите на оригиналните страници тук и тук, за да видите списъка на техните съавтори. ВАЖНО: Този шаблон се отнася единствено до авторските права върху съдържанието на статията. Добавянето му не отменя изискването да се посочват конкретни източници на твърденията, които да бъдат благонадеждни. |